# Lokatorzy
Lokatorzy – polski serial komediowy emitowany od 6 lutego 2000 roku do 16 października 2005 roku w TVP1. Serial produkowany był od 1999 w gdańskim oddziale TVP. Na fabułę składają się losy czwórki przyjaciół i ich gospodarza, zajmujących jeden z domów w Warszawie.
Scenariusz powstał na podstawie seriali: Man About the House, George and Mildred oraz Three’s Company. Spin-offem serialu jest serial Sąsiedzi emitowany w latach 2003−2008.
Serial był emitowany wielokrotnie przez TVP1, TVP2, TVP Seriale.

## Postacie w serialu

### Przyjaciele i gospodarze
- Krystyna Drewnowska (Agnieszka Michalska) – ponad dwudziestoletnia lokatorka mieszkania na 1. piętrze domu przy Kwiatowej 17, pochodziła z Ostrołęki. Mieszkała w pokoju razem z Zuzią. Pracowała w kwiaciarni. Miała zdolność logicznego myślenia i analizowania trudnych sytuacji, z których nie raz wyciągała Jacka i Zuzię. Potrafiła w inteligentny sposób pozbyć się niechcianych zalotników. W późniejszym czasie wzięła ślub i wyprowadziła się z domu.
- Zuzanna Śnieżanka (Olga Borys) – lokatorka mieszkania na 1. piętrze, pochodziła z Jeleniej Góry. Z początku pracowała jako sekretarka, a później recepcjonistka w klinice. Niezbyt inteligentna, ale urocza, bardzo wrażliwa i emocjonalna. Cechą charakterystyczną Zuzi był jej głośny, nietypowy śmiech. Wyprowadziła się z mieszkania, bo wyjechała do Kenii, by pomagać leczyć małe dzieci.
- Jacek Przypadek (Michał Lesień) – ponad dwudziestoletni lokator mieszkania na 1. piętrze domu, pochodził z Płocka. Początkowo był uczniem Studium Gastronomicznego w Warszawie, następnie po jego ukończeniu z wyróżnieniem m.in. szefem kuchni w restauracji pana Jabłońca. Miał brata, Adama. Łatwo wpadał w kłopoty, z których często pomagały mu wyjść Krysia i Zuzia. Z natury był kobieciarzem i żartownisiem, ale jego randki często kończyły się klęską.
- Franciszek Stachyra (Maciej Kowalewski) – najlepszy przyjaciel Jacka, kobieciarz. Zajmował się sprzedażą używanych samochodów. Często miał problemy finansowe, w związku z czym zwracał się do lokatorów o pożyczkę pieniędzy lub jedzenia. Początkowo mieszkał w kawalerce, następnie wprowadził się do domu państwa Bogackich i zamieszkał na strychu.
- Roman Zagórny (Andrzej Kopiczyński) – nowy gospodarz domu. Udawał twardego i porządnego obywatela, lecz jest bardzo tchórzliwy. Bał się właściciela domu, a zarazem swojego brata, Adolfa.
- Pola Gabryś (Patrycja Szczepanowska) – pielęgniarka w klinice, w której wcześniej pracowała Zuzia. Zamieszkała na Kwiatowej po wyprowadzce Zuzi, pochodziła z Inowrocławia. Wyjechała do Londynu.
- Hanna Muszyńska (Andżelika Piechowiak) – kuzynka Krysi. Prowadziła kwiaciarnię jako jej następczyni. Mieszkała razem z Jackiem i Polą. Pobrała się z instruktorem jazdy, Leszkiem.

### Bogaccy
Państwo Bogaccy byli początkowo gospodarzami domu, w którym mieszkają lokatorzy. Nie mieli dzieci.
- Helena Bogacka (Ewa Szykulska) – kobieta w średnim wieku, żona Stanisława. W przeciwieństwie do męża, była tolerancyjna i ugodowa wobec lokatorów z 1. piętra domu. Kochała Stasia i próbowała sprawić, by jej małżeństwo nie podupadało. Później zamieszkała na osiedlu „Akacjowa” w sąsiedztwie ze swoją przyjaciółką, Patrycją. Była miłą i serdeczną osobą.
- Stanisław Bogacki (Marek Siudym) – gospodarz lokatorów i właściciel domu, mąż Heleny. Skąpiec, liczykrupa, osoba nieprzywiązująca zbytniej wagi do wyglądu i zasad dobrego wychowania. Nie posiada większych ambicji oraz celów życiowych. Sprawia wrażenie człowieka znudzonego swoim małżeństwem, stroni od bliższych kontaktów z żoną. Nie raz popadał w tarapaty, ale udawało mu się łagodzić konflikty z Heleną, w czym pomagali mu lokatorzy z 1. piętra. Nie posiadał stałej pracy – jego ulubionym zajęciem w domu było oglądanie telewizji i rozmawianie z papugą wabiącą się Oskar. Z okazji 25-lecia małżeństwa, w ramach prezentu dla Heleny, sprzedał dom, by przeprowadzić się z nią na osiedle „Akacjowa”. Nie przepadał za nowym sąsiadem, Cezarym Cwał-Wiśniewskim, jednak zaprzyjaźnił się z jego synem, Piotrusiem.

### Cwał-Wiśniewscy
Rodzina Cwał-Wiśniewscy występuje w serialu Sąsiedzi, będącym spin-offem serialu Lokatorzy. Państwo Cwał-Wiśniewscy zajmowali lewy segment jednego z domów na warszawskim osiedlu „Akacjowa”.
- Patrycja Cwał-Wiśniewska (Małgorzata Lewińska) – żona Cezarego, matka Piotrusia. Była gospodynią domową i przyjaciółką Heleny Bogackiej. W przeciwieństwie do swojego męża, lubiła Bogackich.
- Cezary Cwał-Wiśniewski (Michał Milowicz) – mąż Patrycji, ojciec Piotrusia. Miał zamiłowanie do śpiewu. Początkowo zajmował się sprzedażą nieruchomości, następnie stał się gwiazdą muzyki kubańskiej. Właściciel klubu Tropicana. Nie przepadał za swoimi sąsiadami Bogackimi, a w szczególności za panem Stanisławem, który nie raz wpędzał go w kłopoty.
- Piotr Cwał-Wiśniewski (Julian Kamecki) – syn Patrycji i Cezarego.

## Obsada

### Role główne
| Aktor                   | Rola                     | Status    |
| ----------------------- | ------------------------ | --------- |
| Olga Borys              | Zuzanna Śnieżanka        | 1999–2004 |
| Julian Kamecki          | Piotr Cwał-Wiśniewski    | 2001–2003 |
| Andrzej Kopiczyński (†) | Roman Zagórny            | 2001–2005 |
| Maciej Kowalewski       | Franciszek Stachyra      | 2000−2005 |
| Michał Lesień           | Jacek Przypadek          | 1999–2005 |
| Małgorzata Lewińska     | Patrycja Cwał-Wiśniewska | 2001–2003 |
| Agnieszka Michalska     | Krystyna Drewnowska      | 1999–2004 |
| Michał Milowicz         | Cezary Cwał-Wiśniewski   | 2001–2003 |
| Andżelika Piechowiak    | Hanna Muszyńska          | 2004–2005 |
| Marek Siudym            | Stanisław Bogacki        | 1999–2003 |
| Patrycja Szczepanowska  | Pola Gabryś              | 2004–2005 |
| Ewa Szykulska           | Helena Bogacka           | 1999–2003 |

### Gościnnie

#### Gwiazdy wLokatorach
- Marek Barbasiewicz – Filip Cwał-Wiśniewski, wujek Cezarego (2002), odc. 100
- Danuta Błażejczyk – Irena Marzec, ciotka Agnieszki (2005), odc. 212
- Zbigniew Buczkowski – Sylwester, właściciel restauracji (2002), odc. 109
- Stanisław Brudny – Wiktor Wiktorski (2001), odc. 43
- Jacek Chmielnik (2001), odc. 34; Ojciec Małgosi (2005), odc. 224, 225
- Mariusz Czerkawski w roli samego siebie (2002), odc. 88
- Katarzyna Figura – Kalina Mikuła (2001), odc. 63, 65, 67, 68, 70, 72, 86
- Iwona Guzowska – Siostra (2002), odc. 111
- Maria Gładkowska – Agata Strakacz (2002), odc. 121
- Krzysztof Janczar – Guru Rama Mageesh (2001), odc. 55; Morawski, ojciec Igi (2003), odc. 175
- Irena Karel – Pani Bogusia (2004), odc. 201
- Ewa Kasprzyk (2001), odc. 44
- Roman Kłosowski – Marian, kolega pana Romana (2002), odc. 74
- Teresa Lipowska – Pielęgniarka (2002), odc. 84
- Bohdan Łazuka – Konstanty Grodzieński, krytyk kulinarny (2003), odc. 152
- Michał Milowicz – Piotr Gutowski, dyr. hotelu (2000), odc. 29 (patrz też Role główne)
- Leon Niemczyk – Antoni Bogacki, stryj Stanisława (2003), odc. 134; Jan Pawlicki (2004), odc. 189
- Radosław Pazura – Znajomy Krysi (2001), odc. 46
- Tadeusz Pluciński – Hubert, wuj Jacka (2001), odc. 42
- Małgorzata Potocka – Pani Duch, pośrednik sprzedaży nieruchomości (2001), odc. 59
- Anna Przybylska – Siostra Krysi (2001), odc. 38
- Robert Rozmus (2005), odc. 210
- Przemysław Saleta – Emil, chłopak Zuzi (2002), odc. 74
- Ewa Sałacka – Alicja Wrzos, żona szefa Franka (2001), odc. 58; Pani Irena (2003), odc. 181
- Piotr Siwkiewicz – Komisarz Czajka (2003), odc. 159
- Katarzyna Skrzynecka – Simona (2002), odc. 82
- Grażyna Szapołowska – Marta Wójcicka (2003), odc. 137
- Henryk Talar – Adolf Zagórny, brat Romana, właściciela kamienicy (2002), odc. 128
- Janina Traczykówna – Matka Bogackiej (2001), odc. 66
- Marcin Troński – Stomatolog Mariusz (2003), odc. 162
- Beata Tyszkiewicz (2003), odc. 148, 149
- Wiktor Zborowski – Andrzej Giertyński, ojciec Marianny (2003), odc. 141

#### Aktorzy pojawiający się w serialu wielokrotnie
- Karolina Adamczyk:
  - drobne role (1999–2000), odc. 2, 4, 13
  - Danusia, sekretarka w agencji reklamowej (2002), odc. 92, 105
- Damian Aleksander – Leszek (2005), odc. 223-226
- Jerzy Braszka – Rysio, szwagier Bogackiej (2001-02), odc. 66, 73, 87, 92, 106, 131
- Andrzej Brzeski – Józef Traczyk, dyrektor Jacka (2000, 2002), odc. 32, 72, 95, 116
- Monika Chomicka-Szymaniak:
  - Sylwia (2000-01), odc. 31, 35
  - Justyna, siostrzenica Bogackiej (2002), odc. 81, 85
  - Dziewczyna na bankiecie (2005), odc. 222
- Mariusz Drężek – Adam Przypadek, brat Jacka (2000, 2003-04), odc. 27, 150, 151, 155, 184, 199
- Mirosław Krawczyk:
  - Pan Jurek, barman w „Muszelce” (2000), odc. 30, 61, 65, 88
  - Edward Jabłoniec, właściciel restauracji (2002-05), odc. 111, 135, 151, 160, 166, 169, 178, 183, 185, 186, 206
- Maciej Kujawski – Pan Jurek, właściciel pubu „Muszelka” (2000), odc. 4-6, 8, 12, 17, 23, 28, 31
- Jacek Labijak – Kelner (2001), odc. 63; Kucharz Zachariasz (2002-05), odc. 101, 111, 135, 160, 169, 186, 208
- Hanna Orsztynowicz – Gena, siostra Bogackiej (2001-02), odc. 66, 73, 87, 92, 106, 108, 127, 132
- Jan Prochyra – Kuba Górecki, przyjaciel Bogackiego (2001-03), odc. 41, 102, 106, 112, 130, 145
- Violetta Seremak-Jankowska:
  - Barmanka (1999–2000), odc. 2-4, 16, 18, 19
  - Pacjentka (2003), odc. 153, 182; (2005), odc. 226

#### Gościnnie w więcej niż jednym odcinku
- Ewa Andruszkiewicz-Guzińska:
  - klientka w barze (2002), odc. 97
  - Matylda, dziewczyna Franka (2003), odc. 169
- Piotr Antczak:
  - komisarz Wronka (2003), odc. 144
  - Marian (2005), odc. 212
- Tamara Arciuch:
  - Anna Moc-Cieszkowska (2002), odc. 125
  - Diana (2003), odc. 154
- Violetta Arlak – Iwona (2003-04), odc. 171, 188
- Joanna Bać – Sekretarka (2002), odc. 128; (2005), odc. 226
- Andrzej Baranowski:
  - barman (2002), odc. 85
  - Kazimierz Jaworski (2005), odc. 207
- Beata Buczek-Żarnecka (2000), odc. 13; Dr Młodnicka (2001), odc. 64
- Izabella Bujniewicz – Basia (1999–2000), odc. 2, 5
- Janusz Chabior:
  - Mieciu (2000), odc. 8
  - Edzio (2003), odc. 144
  - Czesiek Krupa, znajomy (2005), odc. 216
- Anna Chitro:
  - dyrektorka Babińska (2001), odc. 52
  - Basia (2003), odc. 182
- Bogusława Czosnowska (2001), odc. 34; Pacjentka (2002), odc. 112, 132
- Dariusz Dorewicz – Klient w barze (2002), odc. 97
- Maciej Dunal – Pan Paweł, śmieciarz-filozof (2000), odc. 4, 5, 26
- Tadeusz Dyszkiewicz – poseł January Barszcz (2001-02), odc. 62, 100; (2005), odc. 226
- Ewa Florczak – Renata Drewnowska, matka Krysi (1999–2000), odc. 2, 18, 107
- Zbigniew Gawroński:
  - Kaczyński (2002), odc. 89
  - gość w restauracji Montparnasse (2002), odc. 101
- Anna Gigiel:
  - Łucja Poniatowska, sąsiadka (2001), odc. 64
  - Tereska (2003), odc. 179; (2004), odc. 204
- Marian Glinka:
  - Remigiusz Bąkowski (2001), odc. 37
  - Ojciec Simony (2002), odc. 82
- Elżbieta Goetel – Magda Gabryś, matka Poli (2004), odc. 187, 196
- Krzysztof Gordon:
  - Albert Kozłowski, kolega Bogackiego (2002), odc. 83;
  - Mirosław Bogusz, sublokator Bogackich (2003), odc. 136
- Dorota Gorjainow – Aldona (2002), odc. 129; (2005), odc. 219
- Jerzy Gorzko:
  - pijaczek Kazimierz (2002), odc. 85
  - szef baru (2002), odc. 124
  - przechodzeń (2003), odc. 167
  - Paweł Gabryś, ojciec Poli (2004-05), odc. 187, 203, 215
- Joanna Górniak – Isia, siostra Heleny Bogackiej (2001-02), odc. 66, 121, 127
- Tomasz Gregor:
  - kolega Zuzi (2000), odc. 8, 12, 13, 18
  - barman Jurek w „Muszelce” (2003, 2005), odc. 165, 170, 211, 214, 218
- Franciszek Grzegorzewski:
  - gość w „Muszelce” (2003), odc. 144
  - pierwszy gość w nowej restauracji Jacka (2003), odc. 167
  - gość w pubie (2003), odc. 171
- Izabela Gulbierz:
  - urzędniczka z agencji adopcyjnej (2002), odc. 77
  - Hermina, żona prezesa (2002), odc. 105
  - Mirosława Jabłoniec, żona Edwarda (2004), odc. 206
- Piotr Gulbierz (2000), odc. 14; Pan Ruman (2002), odc. 121
- Grzegorz Gzyl:
  - mężczyzna w pubie (2001), odc. 67
  - Weterynarz (2002), odc. 132
  - Dudkowski, inspektor budowlany (2005), odc. 207
- Stefan Iżyłowski:
  - Marian Bugajczyk z Salonu Pogrzebowego (2001), odc. 64
  - ekspedient (2002), odc. 115
- Halina Jabłonowska (2001), odc. 44; Irena, ciocia Bogackiej (2002), odc. 108, 127
- Zbigniew Jankowski:
  - Bednarek, radny osiedla (2002), odc. 75, 97, 100
  - mecenas (2003), odc. 175
  - pacjent u psychologa (2005), odc. 214
- Grzegorz Jurkiewicz:
  - tragarz (2000), odc. 16; (2004), odc. 184;
  - marynarz (2005), odc. 219
- Maja Kaczanowska:
  - recepcjonistka (2003), odc. 140
  - Asia, dziewczyna Jacka (2004), odc. 185
- Agnieszka Kaczor – sekretarka w Zakładzie Oczyszczania Miasta (1999), odc. 2, 13, 26
- Paweł Kamiński – Kelner (1999, 2000), odc. 2, 7, 25
- Krzysztof Kiersznowski:
  - Stefan, stryjeczny brat Bogackiego (2002), odc. 119
  - komisarz Wronka z wydziału antykorupcyjnego (2005), odc. 207
- Mariusz Kiljan – Doktor Niebiański, psychiatra (2002), odc. 72, 91
- Anna Kociarz:
  - Basia, recepcjonistka (2003), odc. 162
  - Koconiowa (2003), odc. 175
- Marek Kocot – barman w pubie (2000), odc. 20, 22
- Maciej Konopiński:
  - Bartosz Kocoń (2003), odc. 175
  - Paweł (2004), odc. 201
- Jakub Kornacki:
  - doktor Adam (2003), odc. 139
  - Wojtek Sobański (2003), odc. 157
  - doktor Głuch, przełożony Zuzi (2003-04), odc. 165, 176, 193
- Wiesława Kosmalska-Maklakiewicz, (2000) odc. 9; Dyrektorka szkoły prywatnej (2002), odc. 83
- Urszula Kowalska:
  - żona radnego Bednarka (2002), odc. 75, 92
  - Karolkiewiczowa (2004), odc. 183
  - Urszula Napieraj, przełożona Poli (2005), odc. 218
- Mikołaj Krawczyk:
  - pan młody, klient restauracji (2003), odc. 169
  - Rafał Mularczyk (2004), odc. 202
- Mariusz Krzemiński:
  - Tolek, asystent Zygmunta (2000), odc. 22
  - Dominik, kolega Jacka (2002), odc. 95; (2004), odc. 203
- Weronika Książkiewicz – Małgosia (2005), odc. 224-226
- Karina Kunkiewicz:
  - Basia, przyjaciółka Jacka (2001), odc. 39
  - Kasia Maciejko (2004), odc. 195
- Leon Krzycki:
  - mężczyzna (2002), odc. 92
  - doktor Abramowski (2003), odc. 133
  - ojciec Hani (2005), odc. 214, 226
- Jan Kulczycki – Michał Drewnowski, ojciec Krysi (2000), odc. 18, 106
- Ewa Lachowicz:
  - kobieta (2000), odc. 12
  - Luiza (2002), odc. 126
  - Madzia, przyjaciółka Jacka (2003), odc. 165
- Joachim Lamża:
  - Chojnacki, handlarz używanych samochodów (2001), odc. 57
  - Arnold Walonek, komendant Straży Miejskiej, szef Bogackiego (2003), odc. 145
  - Wiechetek (2004), odc. 198
- Zbigniew Lesień – ojciec Jacka (2000, 2004), odc. 10, 185
- Dorota Lulka:
  - klientka w barze (2002), odc. 97
  - kelnerka (2003), odc. 178
- Artur Łodyga:
  - Piotr, chłopak Krysi (2000), odc. 13
  - Kaziu Pałubiak, brat Misi (2002), odc. 124
  - Marek (2004), odc. 204
- Krystyna Łubieńska:
  - Matylda Czernichowska, właścicielka pensjonatu w Ciechocinku (2001), odc. 42
  - Pani Michalina (2003), odc. 169
- Katarzyna Maternowska:
  - kobieta (2000), odc. 14
  - Małgosia, koleżanka Zuzi (2002), odc. 113
- Krzysztof Matuszewski:
  - Julian Myśliwiecki, krytyk kuchni (2002), odc. 101, 111
  - Waldek, agent Benty (2003), odc. 171
  - Robert Majewski (2005), odc. 222
- Piotr Michalski:
  - policjant, chłopak Zuzi (2000), odc. 22
  - Adrian (2002), odc. 78
- Maria Mielnikow:
  - królikowa, żona prezesa (2001), odc. 52
  - barmanka Ania (2003), odc. 136
  - Aldona, żona właściciela mieszkania (2005), odc. 216
- Hanna Miśkiewicz:
  - wróg Fabiana Nowaka (2002), odc. 111
  - klientka kwiaciarni (2003), odc. 150; (2005), odc. 209
- Mieczysław Morański – Zygmunt (2000), odc. 16, 22
- Aleksandra Nieśpielak – Róża (2001-02), odc. 40, 122
- Andrzej Nowiński:
  - Henryk Bokuła, przyjaciel wuja Bogackiego (2001), odc. 64
  - kierownik sali (2003), odc. 139; Zygmunt Pałucki, red. nacz. „Królowej Kuchni” (2003)
- Zbigniew Olszewski:
  - pan Wrzos, szef Franka (2001), odc. 58
  - posterunkowy policji (2002-03), odc. 98, 111, 180, 182; (2005), odc. 223
- Agnieszka Pawlak – Dziewczyna przy stoliku (1999–2000), odc. 2, 3, 13, 15, 20
- Anna Piróg:
  - Grażyna, narzeczona Franka (2001), odc. 53
  - Todzia Grabiec (2003), odc. 173
- Robert Płuszka:
  - artysta fotograf (2001), odc. 43
  - Daniel (2002), odc. 113
- Andrzej Popiel:
  - mężczyzna (2002), odc. 119
  - ojciec Ani, koleżanki Kasi Morawskiej (2003), odc. 155
- Andrzej Richter:
  - mężczyzna (2000, 2002), odc. 4, 71
  - wróg Fabiana Nowaka (2002), odc. 111
  - Tadeusz Cichocki (2003), odc. 138, 147
  - lekarz (2005), odc. 220
- Nina Roguż:
  - Dorota Bielik (2002), odc. 77, 79
  - sąsiadka Bogackiego (2002), odc. 94
  - Małgosia, dziewczyna Jacka (2003), odc. 176
- Magdalena Różczka:
  - wyznawca religii Rama Mageesh (2001), odc. 55
  - Małgosia (2004), odc. 203
- Cezary Rybiński – Kazimierz Pietraś, ojciec Pawełka (2002), odc. 115; (2005), odc. 208
- Igor Sawin:
  - prezes Edmund Królik (2001), odc. 52
  - wujek Zuzi (2002), odc. 131
- Dariusz Siastacz:
  - listonosz (2000), odc. 18; (2002), odc. 92
  - włamywacz (2003), odc. 180; (2005) odc. 223
- Jan Sieradziński – sierżant policji (2002), odc. 98, 115
- Bogdan Smagacki – barman w pubie „Muszelka” (2002), odc. 115, 130
- Małgorzata Socha:
  - Rita (2003), odc. 164
  - Żabcia (2005), odc. 209
- Krzysztof Stasierowski:
  - kelner (2002), odc. 121
  - policjant (2003), odc. 139
  - doktor Walicki (2003), odc. 156, 182
- Maciej Sykała:
  - mężczyzna (2002), odc. 92
  - dostawca cementu (2003), odc. 145
- Magda Szarek:
  - Iga, znajoma Franka (2001), odc. 67
  - Monika, przyjaciółka Czerkawskiego (2002), odc. 88
- Ewa Szawłowska:
  - Madzia, siostra Piotra (2000), odc. 13
  - Maja Nawrocka, urzędniczka w banku (2003), odc. 166
- Maciej Szemiel:
  - kierowca (2002), odc. 93, 119
  - Pałac, szef Krysi (2003), odc. 163
  - policjant (2004), odc. 190; (2005), odc. 222
- Andrzej Śledź – mężczyzna w pubie (2001), odc. 67; (2005), odc. 217
- Małgorzata Talarczyk:
  - kobieta (2000), odc. 28
  - nowa sekretarka prezesa Hudzika (2002), odc. 105
- Tomasz Tomaszewski:
  - Olszewski (2001) odc. 51
  - Igor Waleczny, gospodarz programu „Dzisiaj w Warszawie” (2003), odc. 151
- Edyta Torhan:
  - wyznawca religii Rama Mageesh (2001), odc. 55
  - Mela Zagórna, bratanica pana Romana (2002), odc. 118
- Karolina Trębacz:
  - Iza Poniatowska, sąsiadka (2010), odc. 64
  - Małgosia, przyjaciółka Zuzi, pielęgniarka (2003-04), odc. 139, 156, 159, 171, 182, 186, 193
- Arkadiusz Urban:
  - mężczyzna (2000), odc. 17
  - policjant (2003), odc. 180
- Barbara Wawrowska:
  - kierowniczka domu spokojnej starości (2003), odc. 134
  - Wiesia (2003), odc. 146
  - uczestniczka zajęć aerobiku (2003), odc. 181
  - pielęgniarka (2004), odc. 193
- Anna Wendzikowska:
  - Wioletta Puszczyk (2001), odc. 51
  - Marlena (2002), odc. 86
- Zuzanna Wierzbińska – Agnieszka (2005), odc. 210-212
- Tomasz Więcek:
  - mężczyzna (2001), odc. 36
  - Budzyński, udzielający prywatnych lekcji jazdy (2002), odc. 117
- Andrzej Żak:
  - tragarz (2000), odc. 16
  - policjant (2001-02), odc. 67, 98; (2004), odc. 186, 192
  - Krzyś Wodecki, kolega Franka, zawodnik gry w baseball (2005), odc. 220

#### Gościnnie w jednym z odcinków
- Michalina Bielewicz
- Władimir Abramuszkin – Osiedlowy ogrodnik Sasza Stupaczuk (2002), odc. 94
- Kevin Aiston – Leslie (2005), odc. 213
- Agnieszka Babicz – Pielęgniarka (2005), odc. 217
- Tomasz Bacajewski – Michał (2005), odc. 215
- Alicja Bachleda-Curuś – Gabrysia (2002), odc. 123
- Artur Balczyński – Bandyta / Krzysiek, chłopak Zuzi (2003), odc. 159
- Krzysztof Bartoszewicz – Barman (2000), odc. 7
- Piotr Bąk – Janusz Pewniak (2000), odc. 7
- Joanna Benda – Monika (2003), odc. 168
- Małgorzata Bernaciak – Modelka Wendy (2003), odc. 168
- Stanisław Biczysko (odc. 4)
- Przemysław Bluszcz – Pan Bluszcz (2003), odc. 160)
- Marek Bogucki – Krzysztof (2000), odc. 24
- Ewa Borowik – Agnieszka (2002), odc. 125
- Karolina Bratz – Monika (2004), odc. 201
- Jan Bromski – Marek (2003), odc. 172
- Ryszard Broniś – Trener boksu (2003), odc. 170
- Arkadiusz Brykalski – Projektant wnętrz (2002), odc. 78
- Piotr Bucki – Policjant (2003), odc. 164
- Roman Bugaj – Bokser Eugeniusz Butor (2003), odc. 170
- Piotr Bujno – Wiktor (2003), odc. 157
- Ryszard Chlebuś odc. 211
- Ewa Cierlińska – Sławomira Dudek (2003), odc. 177
- Monika Chodyna – Marika, dziewczyna Franka (2002), odc. 101
- Beata Chruścińska – Marianna Giertyńska (2003), odc. 141
- Krzysztof Cybiński – Agent (2000), odc. 16
- Ewa Czernowicz – Edyta (2002), odc. 96
- Sambor Czarnota – Barman Rafał (2003), odc. 143
- Krzysztof Czerny – Policjant (2001), odc. 58
- Zofia Czerwińska – Babcia Poli (2005), odc. 221
- Barbara Damulewicz – Bożena Barszcz, żona posła (2001), odc. 62
- Anna Dąbkiewicz – Kelnerka Lila (2003), odc. 146
- Anna Dąbkowska – Mirka, dziewczyna Franka (2000), odc. 20
- Jerzy Dąbkowski – Ślusarz (2001), odc. 62
- Marta Dąbrowa – Milena, córka Jabłońca (2003), odc. 135
- Magdalena Dąbrowska – Karina (2004), odc. 201
- Zbigniew Dąbkowski – „Mańkut” (2002), odc. 111
- Anna Dereszowska – Weronika, przyjaciółka Jacka (2002), odc. 103
- Agnieszka Detko – Sekretarka dyrektora (2002), odc. 72
- Olga Barbara Długońska – Wilanowska (2002), odc. 75
- Joanna Domańska – Ewa, znajoma Jacka (2001), odc. 39
- Marcin Dorociński – Feliks Benta, gwiazda serialu (2003), odc. 171
- Michał Dworczyk – Dziennikarz Marek, kolega Krysi (2003), odc. 165
- Izabella Dziarska – Pani Janina (2005), odc. 215
- Bohdan Ejmont – Przewodniczący jury na konkursie kompozycji kwiatowej (2000), odc. 26
- Grzegorz Emanuel – Tony (2003), odc. 164
- Andrzej Fedorowicz – Dyrektor w Zakładzie Oczyszczania Miasta (2000), odc. 26
- Leszek Fedorowicz – Narzeczony pani Ireny (2003), odc. 181
- Tomasz Fogiel – Adwokat Cecylii Wójcik (2002), odc. 97
- Elżbieta Futera-Jędrzejewska – Joasia, koleżanka Jacka (2000), odc. 31
- Halina Gerhard – Koleżanka Bogackiej z aerobiku (2003), odc. 130
- Katarzyna Glinka – Iga Morawska (2003), odc. 175
- Arkadiusz Głogowski – Waldek Tokarski (2004), odc. 183
- Jacek Godek – Inspektor Urzędu Pracy (2002), odc. 110
- Andrzej Golejewski – Sierżant (2003), odc. 161
- Adrianna Góralska – Marzena (2004), odc. 202
- Wincenty Grabarczyk – Dziadek Jacka (2003), odc. 153
- Andrzej Grąziewicz – Doktor Terlecki (2002), odc. 84
- Ewa Gregor – Strażniczka Eliza (2003), odc. 145
- Joanna Groenwald – Sylwia, znajoma Franka (2001), odc. 67
- Sławomir Grzymkowski – Tadeusz (2000), odc. 18
- Władysław Grzywna – Psychiatra dr Narcyz Okulicz (2003), odc. 139
- Andrzej Hausner – Kamil (2002), odc. 123
- Maja Hirsch – Kasia, dziewczyna Jacka (2000), odc. 20
- Radosław Izdebski – Paweł (2003), odc. 178
- Alicja Jachiewicz – Lucyna Śnieg, matka Zuzi (2003), odc. 165
- Arkadiusz Janiczek – Policjant Przemek Gaca (2003), odc. 161
- Adrianna Janota – Pielęgniarka (2002), odc. 112
- Michał Jarmicki – Kolega Miecia (2000), odc. 8
- Elżbieta Jarosik – Cecylia Wójcik, szefowa Jacka (2002), odc. 97
- Monika Jarosińska – Halina Kowalska (2004), odc. 206
- Małgorzata Jaśkiewicz – Pani Joasia, sekretarka w agencji nieruchomości (2002), odc. 110
- Ryszard Jaśniewicz – Ksiądz (2002), odc. 127
- Joanna Jędrejek – Kasia (2004), odc. 204
- Mirosław Jękot (2000), odc. 6
- Wojciech Kaczanowski – Wróg Fabiana Nowaka (2002), odc. 111
- Diana Kadłubowska – Zakonnica Katarzyna Morawska (2003), odc. 155
- Krzysztof Kalczyński – Kelner (2000), odc. 27
- Michał Karwowski – Bartek (2002), odc. 93
- Katarzyna Kaźmierczak – Natalia Traczyk, córka dyrektora Studium Gastronomicznego (2002), odc. 116
- Jarosław Kollmann – Policjant (2002), odc. 131
- Elżbieta Komorowska (2001), odc. 36
- Jarosław Kopaczewski – Policjant (2003), odc. 159
- Zdzisław Kordecki – Mąż niezadowolonej klientki (2004), odc. 185
- Agnieszka Kordek – Maja (2003), odc. 143
- Rafał Kowal (2000), odc. 13; Wilanowski (2002), odc. 75; Malarz (2003), odc. 140
- Katarzyna Kowalik – Misia Pałubiak (2002), odc. 124
- Tomira Kowalik – Dyrektorka szkoły (2002), odc. 81; Klientka kwiaciarni (2003), odc. 150
- Hanna Kownacka – Policjantka „prostytutka” w „Muszelce” (2002), odc. 131
- Waldemar Kownacki – Łukasz Wierzbicki, były narzeczony Bogackiej (2002), odc. 85
- Beata Kozikowska – Ania, koleżanka Krysi (2000), odc. 12
- Marcin Krawczyk – Wojtek Dereś (2004), odc. 200
- Grażyna Krukówna – Violetta Przypadek, matka Jacka (2003), odc. 165
- Katarzyna Krzyszkowska – Joanna Głuch (2003), odc. 176
- Robert Kudelski – Filip (2000), odc. 9
- Eugeniusz Kujawski – Szef restauracji (2002), odc. 101
- Beata Kuroczycka – Ramona Wichłacz (2002), odc. 126
- Jolanta Kuszyńska-Szmuda – Regina Buczek, była narzeczona Bogackiego (2002), odc. 85
- Marcin Kwaśny – Stażysta (2003), odc. 153
- Joanna Kwiatkowska-Zduń – Paulina (2003), odc. 152
- Dorota Lanton – Wiesia, córka Zygmunta (2000), odc. 22
- Ludmiła Legut – Niezadowolona klientka (2004), odc. 185
- Wojciech Leśniak – Policjant w cywilu (2003), odc. 167
- Sławomir Lewandowski – Henryk, mężczyzna w „Muszelce” (2002), odc. 88
- Małgorzata Lipmann – Renata (2001), odc. 48
- Alina Lipnicka – Hanna Morawska, wdowa po wuju Bogackiego (2001), odc. 64
- Jolanta Litwin – „siostrzenica” Kuby Góreckiego (2002), odc. 112
- Maciej Luśnia – pielęgniarz Darek (2005), odc. 217
- Jerzy Łapiński – pan Lucjan (2004), odc. 205
- Paweł Łęski – Gerard Krawczyk (2003), odc. 168
- Szymon Łosiewicz – Krzysztof (2004), odc. 190
- Edyta Łukaszewicz – Berenika (2003), odc. 161
- Piotr Łukawski – Kierownik produkcji i asystent reżysera reklamy (2003), odc. 168
- Anna Majcher – Jadzia Biernacka, księgowa Zagórnego, brata pana Romana (2002), odc. 99
- Wojciech Majchrzak – Seweryn Milewski (2002), odc. 83
- Jacek Majok – Projektant wnętrz (2002), odc. 78; (2005), odc. 209, 218
- Lech Makowiecki – Pielęgniarz, kierowca karetki (2003), odc. 138
- Agnieszka Maksyjan – Anita Szymborek (2004), odc. 189
- Eugeniusz Malinowski – Sasza, mężczyzna przysłany przez Patrycję (2002), odc. 94
- Ludmiła Małecka – Halina Sobańska, koleżanka Krysi (2003), odc. 157
- Tomasz Mandes – Sierżant Dariusz Kulesza (2003), odc. 159
- Katarzyna Mazurek – Nela Cwał-Wiśniewska, matka chrześniaka Cezarego (2003), odc. 134
- Zbigniew Mazurek – Pan Mazurek, cukiernik (2001), odc. 50
- Wojciech Medyński – Michał, chłopak Zuzi (2000), odc. 33
- Maciej Michalak – Barman (2002), odc. 98
- Stanisław Michalski – Kelner (2003), odc. 172
- Walery Mirosznikow – Rosjanin przysłany przez Cezarego (2002), odc. 94
- Grzegorz Miśtal – Adam, kolega Zuzi, znawca filmów (2001), odc. 54
- Janusz Mond – Alfred Hudzik, prezes Zuzi (2002), odc. 105
- Jolanta Mrotek – Wanda (2000), odc. 6
- Elżbieta Mrozińska – Pielęgniarka (2003), odc. 138
- Sara Müldner – Kasia, krewna państwa Bogackich (2001), odc. 48
- Krystian Nehrebecki – Policjant (2003), odc. 164
- Marta Neuman – Hania (2004), odc. 197
- Wanda Neumann – sędzia (2002), odc. 97
- Marzena Nieczuja-Urbańska – Cichocka (2003), odc. 147
- Monika Niemczyk – Psycholog w Poradni Małżeńskiej (2001), odc. 69
- Jerzy Nowacki – Listonosz (2002), odc. 121
- Jerzy Zygmunt Nowak – Wacław Nowicki (2001), odc. 61
- Karolina Nowakowska – Panna młoda, klientka restauracji (2003), odc. 169
- Marek Nowakowski – Elektryk (2003), odc. 140
- Sylwia Nowiczewska – Dziennikarka Julia (2003), odc. 179
- Paweł Nowisz – Pan Gnyda (2000), odc. 10
- Magdalena Ogórek – Sekretarka Rysia (2002), odc. 87
- Michalina Olkowska – Dziewczyna Pawła (2003), odc. 178
- Ewa Pacuła – Fotomodelka Stella (2001), odc. 43
- Tadeusz Paradowicz – Pracownik Ambasady (2003), odc. 147
- Anna Pawliszyn – Jolanta Rozkosz (2003), odc. 177
- Jerzy Petersburski jr. – Kioskarz Maciej, wielbiciel Zuzi (2002), odc. 88
- Hanna Piaseczna – Żywilla Musiał, dziewczyna Jacka (2002), odc. 107
- Mariusz Pilawski – Dyżurny policjant (2000), odc. 26
- Luiza Polańska – Uczestniczka aerobiku (2003), odc. 181
- Karla Popaz – Denise, siostrzenica szefa Franka (2002), odc. 103
- Radosław Popłonikowski (2000), odc. 15
- Eugeniusz Priwieziencew – Dyrektor studium gastronomicznego (2001), odc. 50
- Katarzyna Raduszyńska – Stefania (1999), odc. 1
- Marian Rajski – Karolkiewicz (2004), odc. 183, 199
- Ryszard Ronczewski – Leszek Wójtowicz (2002), odc. 115
- Sybilla Rostek – Kinga (2003), odc. 173
- Agnieszka Różańska – Psycholog Dorota Opieńko (2005), odc. 214
- Iwona Rulewicz – Halina Podsiadło, przełożona Poli (2005), odc. 218
- Adam Rusiłowski – Barman w Pubie Akacjowym (2003), odc. 134
- Elena Rutkowska – Córka szefa rosyjskiej firmy (2002), odc. 76
- Jakub Rużyłło – Jerzy (2001), odc. 48
- Natalia Rybicka – Julia (2003), odc. 172
- Barbara Rylska – Ciocia z Ameryki (2000), odc. 19
- Waldemar Sawicki – Członek załogi statku (2001), odc. 68
- Marcin Sitek – Sublokator Małgosi (2004), odc. 203
- Katarzyna Skrzypek – Basia (2000), odc. 24
- Jerzy Słonka – Antoni, wujek barmana (2005), odc. 218
- Wojciech Socha – Lekarz (2003), odc. 134
- Iwona Sochal – Jolanta, chętna na sublokatorkę (2003), odc. 156
- Edward Sosna – Sprzedawca (2003), odc. 142
- Tatiana Sosna-Sarno – Mariola Leśniak (2003), odc. 133
- Florian Staniewski – Wyszyński (2002), odc. 96; Kelner (2003), odc. 157
- Monika Stefaniak – Elżbieta (2001), odc. 45
- Karol Stępkowski – Prezes (2003), odc. 150
- Romy Stępniewska – Beata (2004), odc. 195
- Beata Strecker – Policjantka Barbara Wierzbicka (2005), odc. 207
- Marzena Styczeń – Maria Kuśmierska (2003), odc. 177
- Patrycja Sygitowicz – Basia Kocoń (2003), odc. 175
- Maciej Szary – Albin Radzik, prezes Towarzystwa Moralnego Niepokoju (2003), odc. 169
- Jerzy Szebesta – Pan Janek, stały klient Krysi (2003), odc. 150, 165
- Karolina Szemfeber – Anita (2003), odc. 146
- Anna Szmuda – Felicja (2001), odc. 64
- Małgorzata Szmuda – Alicja (2001), odc. 64
- Andrzej Szopa – Mucha-Muchowiecki (2000), odc. 11
- Bernard Szyc – Właściciel Baru Piwnego (2003), odc. 155
- Zdzisław Szymborski – Ksiądz Jędruszak (2002), odc. 77
- Monika Świtaj – Monika Pewniak (2000), odc. 7
- Krystyna Tkacz – Pani Felicja (2002), odc. 124
- Jerzy Tkaczyk – Lekarz (2000), odc. 27
- Agnieszka Tomaszewska – Patrycja (2004), odc. 192
- Adam Trela – Tomasz Leśniak (2003), odc. 133
- Wojciech Tremiszewski – Policjant (2002), odc. 111
- Jarosław Tyrański – Mecenas Miodowicz (2002), odc. 97; (2004), odc. 196
- Anna Ulaszewska – Klientka kwiaciarni (2003), odc. 150
- Marta Walesiak – Iza, koleżanka Poli (2005), odc. 222
- Katarzyna Walter – Kora Winiarska (2003), odc. 150
- Katarzyna Werner – Ilona, prezenterka kolekcji sukien ślubnych (2002), odc. 109
- Małgorzata Werner (2001), odc. 34
- Marek Włodarczyk (2000), odc. 15
- Witold Wieliński (2000), odc. 25; Mąż Hani (2004), odc. 197
- Grzegorz Wolf – Portier w hotelu (2002), odc. 131
- Łukasz Wójcik – Bartek, zawodnik gry baseball (2005), odc. 220
- Daniel Wyczesany – Mariusz, chłopak Krysi (2000), odc. 20
- Aneta Zając – Danusia, siostra Franka (2004), odc. 191
- Małgorzata Zajączkowska – Zofia (2004), odc. 191
- Mariusz Zalejski – Rafał, przyjaciel Cezarego (2001), odc. 69
- Monika Zalewska – Jadzia (2000), odc. 18
- Violetta Zalewska – Koleżanka Bogackiej z aerobiku (2003), odc. 130
- Zofia Zborowska – Tancerka (2004), odc. 183
- Mirosław Zbrojewicz – Aluś (2002), odc. 129
- Barbara Zielińska (2000), odc. 9
- Ilja (Igor) Zmiejew – Rosyjski szef firmy udzielającej pożyczek bez poręczeń (2002), odc. 76
- Robert Żołędziewski (2000), odc. 25
- Przemysław Krauza-Dobrochowski – (2003), odc.161

## Emisja
Serial przez cały czas emitowano w niedziele o godz. 18:00, czasami o 17:35 lub 18:25. Od 7 września 2002 do 5 kwietnia 2003 serial emitowano także w soboty o tych samych porach: wtedy w soboty emitowano odcinki poświęcone Bogackim i Cwał-Wiśniewskim (które kontynuowano potem w tym samym paśmie jako osobny serial Sąsiedzi), a w niedziele odcinki poświęcone tytułowym Lokatorom.
- 1. seria: Od 6 lutego 2000 do 25 czerwca 2000 (21 odcinków – odcinki 1-21).
- 2. seria: Od 10 września 2000 do 17 czerwca 2001 (33 odcinków – odcinki 22-54).
- 3. seria: Od 23 września 2001 do 16 czerwca 2002 (35 odcinków – odcinki 55-89).
- 4. seria: Od 7 września 2002 do 15 czerwca 2003 (70 odcinków – odcinki 90-159).
- 5. seria: Od 21 września 2003 do 16 maja 2004 (35 odcinków – odcinki 160-193, 196).
- 6. seria: W dwóch etapach: Od 24 października 2004 do 19 czerwca 2005. (26 odcinków – odcinki 194-195, 197-220). Następnie od 11 września 2005 do 16 października 2005. (6 odcinków – odcinki 221-226).

## Ekipa
- Drugi reżyser – Iwona Kegler, Katarzyna Kaniewska
- Współpraca reżyserska – Karolina Bendera, Ewa Dąbrowska, Ewa Stankiewicz, Joanna Szymańska, Ewa Szawłowska, Mariusz Polaczek, Ewa Bakalarska
- Realizacja wizji – Marian Ligęza, Stanisław Gliński, Jakub Iwaniukowicz, Leszek Artemski
- Operatorzy kamer – Paweł Kimak, Józef Miszczak, Marcin Kmiecik, Mirosław Bieniek, Jarosław Gula
- Realizacja światła – Witold Oklek, Stanisław Stencel, Piotr Mazurkiewicz, Czesław Bojarski
- Kierownictwo budowy dekoracji – Zbigniew Wiśniewski
- Rekwizyty – Honorata Kornacka, Mirosław Piłasiewicz, Dorota Jenek, Tomasz Wiśniewski
- Kostiumy – Ewa Borowik, Anna Stępień, Lucyna Erol, Małgorzata Piotrowska
- Garderobiane – Beata Mazurczyk, Agnieszka Dormanowska
- Muzyka – Wiesław Pieregorólka
- Realizacja dźwięku – Zbigniew Sobieszczański, Jarosław Czerwiński, Paweł Myszkier, Wojciech Bubella
- Udźwiękowienie – Filip Różański, Janusz Tepper
- Opracowanie muzyczne – Anna Widermańska, Małgorzata Przedpełska-Bieniek
- Montaż – Sława Mańczykowska, Marcin Różalski, Jan Sieczkowski, Krzysztof Janiszewski, Magdalena Mikołajczyk, Maciej Sojka, Jacek Borzęcki, Roger Sieczkowski, Jarosław Jabłoński, Piotr Dudek, Marek Kryński, Adam Kałuski, Marcin Erol
- Charakteryzacja – Alicja Lewicka, Dorota Misiak, Małgorzata Kossakowska, Izabela Kaczyńska, Marzena Korczak-Komorowska, Izabela Wiśniewska, Krystyna Winiarska, Dorota Złotowska, Dorota Piłat-Jakimczyk, Anna Bielińska, Iwona Lewandowska, Mariola Kulaga, Dominik Rojek, Anna Litwic, Joanna Ufna, Andżelika Forma
- Rejestracja zdjęć – Wiesław Myśliwczyk
- Casting – Biuro Informacji i Promocji ZASP
- Inżynierowie studia – Zdzisław Demkowski, Andrzej Bylicki, Adam Majerowski
- Organizacja widowni – Jolanta Schmidt, Daria Nowak, Magdalena Szeptuch
- Warm up – Andrzej Pieńko, Grzegorz Gzyl, Krzysztof Baliński
- Czołówka – Tomasz Niedźwiedź, Robert Tyska(P.A.Y. Studio)
- Sekretariat planu – Katarzyna Kępska
- Obsługa planu – Leszek Rohda, Norbert Groth, Dariusz Hanuszkiewicz, Janusz Kornacki
- Kierownictwo produkcji – Ewa Korczewska, Jerzy Szebesta, Maja Drzewiecka
- Współpraca produkcyjna – Magdalena Jaworska
- Organizacja produkcji – Anna Włodarczyk, Danuta Myjkowska, Krzysztof Przyłuski
- Producent wykonawczy – Zbigniew Kamiński, Andrzej Kapkowski
- Współpraca producencka – Bob Cousins (Pearson Television, Fremantle Media), Anna Dąbrowska (Pearson Television), Marta Fujak (Fremantle Media)

- Produkcja wykonawcza – Rubicon Films
- Produkcja – Telewizja Polska Gdańsk